# N-501
La Carretera de Madrid a Salamanca (N-501) es una vía terrestre española que comunica Ávila con Salamanca.
Atraviesa las localidades de Aveinte, San Pedro del Arroyo, Muñogrande, Chaherrero, Salvadiós y Gimialcón en la provincia de Ávila y Peñaranda de Bracamonte y Ventosa del Río Almar en la provincia de Salamanca. Ya en las cercanías de Salamanca, discurre por las inmediaciones de la base aérea de Matacán, que comparte instalaciones con el aeropuerto comercial de Salamanca, perteneciente a la red de Aeropuertos y Navegación Aérea Española, AENA.
Formó parte de la antigua carretera Villacastín-Vigo.
Actualmente está ya en funcionamiento una autovía de trazado paralelo en la mayor parte de su recorrido, lo que permite unir ambas ciudades en menos tiempo y con mayor seguridad. Dicha autovía se denomina A-50. El tramo restante, Santa Marta de Tormes-Salamanca, solo mide 1 km y no está previsto su desdoblamiento, debido a la alta complejidad técnica derivada del alto grado de urbanización del área metropolitana de Salamanca.

## Itinerario
|  | RP2q | RP2sewRP2 | RP2q |

|  |  | RP2 |

|  |  | RP2enRP2 | RP2q |

|  | RP4q | RP2uRP4 | RP4q |

|  | RP2sewRP2 | RP2wnsRP2 |  |

|  | RP2l | RP2wensRP2 | RP2q |

|  | RP4q | RP2oRP4 | RP4q |

|  |  | RP2 |

|  |  | uSTRb + RP2 |

|  |  | RP2 |

|  | RP2q | RP2wnsRP2 |  |

|  |  | RP2 |

|  |  | RP2ensRP2 | RP2q |

|  |  | RP2 |

|  | WASSERq | RP2oW | WASSERq |

|  |  | uSTRb + RP2 |

|  |  | RP2 |

|  | RP2q | RP2wnsRP2 |  |

|  | WASSERq | RP2oW | WASSERq |

|  |  | uSTRb + RP2 |

|  | RP2q | RP2wnsRP2 |  |

|  | RP4q | RP2uRP4 | RP4q |

|  | WASSERq | RP2oW | WASSERq |

|  |  | RP2 |

|  |  | RP2ensRP2 | RP2q |

|  | RP2q | RP2wnsRP2 |  |

|  |  | RP2 |

|  | RP2q | RP2wensRP2 | RP2q |

|  |  | uSTRb + RP2 |

|  |  | RP2 |

|  | RP2q | RP2wnsRP2 |  |

|  | RP4q | RP2uRP4 | RP4q |

|  |  | RP2 |

|  | STRq | SKRZ-G2uq | STRq |

|  |  | RP2 |

|  |  | RP2ensRP2 | RP2q |

|  | RP4q | RP2oRP4 | RP4q |

|  | RP2q | RP2wnsRP2 |  |

|  | WASSERq | RP2oW | WASSERq |

|  | RP2+l | RP2wnsRP2 |  |

|  | uSTRb + RP2 | RP2 |  |

|  | RP2l | RP2wsRP2 |  |

|  |  | RP2 |

|  |  | RP2ensRP2 | RP2q |

|  | WASSERq | RP2oW | WASSERq |

|  |  | RP2 |

|  | lGRZq | RP2+GRZq | lGRZq |

|  |  | RP2 |

|  |  | RP2 |

|  | RP2q | RP2wnsRP2 |  |

|  | RP4q | RP2oRP4 | RP4q |

|  |  | RP2ensRP2 | RP2q |

|  | RP2q | RP2wnsRP2 |  |

|  | RP2q | RP2oRP2 | RP2q |

|  | RP2q | RP2oRP2 | RP2q |

|  |  | RP2esRP2 | RP2q |

|  |  | RP2 |

|  |  | RP2ensRP2 | RP2q |

|  |  | RP2 |

|  | RP2q | RP2wnsRP2 |  |

|  |  | RP2 |

|  |  | uSTRb + RP2 |

|  |  | RP2ensRP2 | RP2q |

|  | RP2+l | RP2O | RP2q |

|  | RP4nwRP2 | RP2oRP4 | RP4seRP2 |

|  | RP2q | RP2O | RP2rf |

|  |  | RP2 |

|  | WASSERq | RP2oW | WASSERq |

|  |  | RP2ensRP2 | RP2q |

|  |  | RP2 |

|  | WASSERq | RP2oW | WASSERq |

|  | RP2q | RP2wnsRP2 |  |

|  |  | uSTRb + RP2 |

|  | WASSERq | RP2oW | WASSERq |

|  |  | RP2ensRP2 | RP2q |

|  | RP2q | RP2wnsRP2 |  |

|  |  | RP2 |

|  | RP2q | RP2wnsRP2 |  |

|  |  | RP2ensRP2 | RP2q |

|  |  | uSTRb + RP2 |

|  |  | RP2 |

|  | RP2q | RP2wensRP2 | RP2q |

|  | RP2q | RP2wnsRP2 |  |

|  | RP2+l | RP2wenRP2 | RP2+r |

|  | RP4nswRP2 | RP2uRP4 | RP4nseRP2 |

|  | RP2l | RP2new | RP2rf |